# Atlantisch orkaanseizoen 1962
Het Atlantisch orkaanseizoen 1962 duurde van 1 juni 1962 tot 30 november 1962. Tropische cyclonen die buiten deze seizoensgrenzen ontstaan, maar nog binnen het kalenderjaar 1962, worden ook nog tot dit seizoen gerekend.